# Kleine Petersgrube

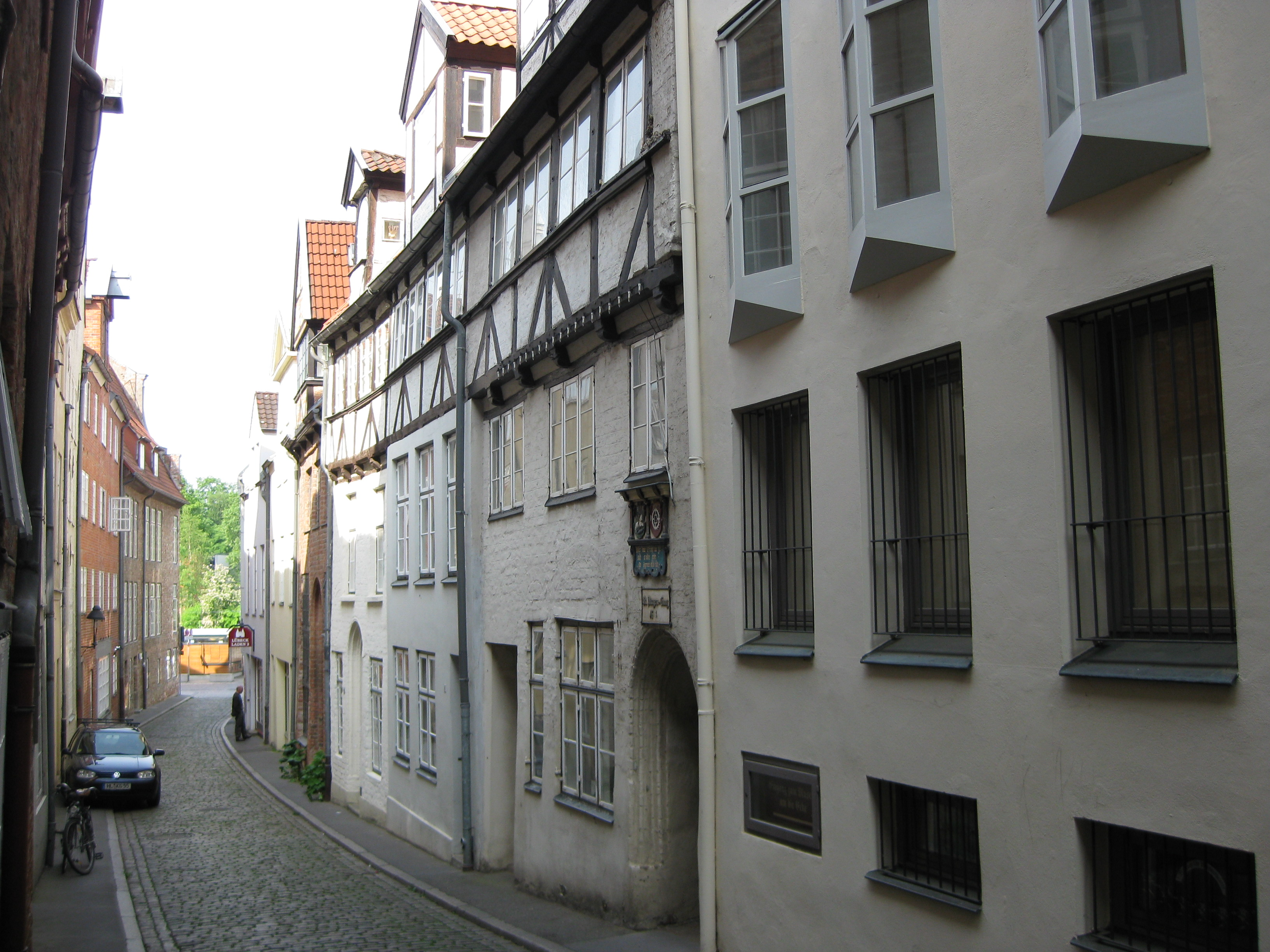
Die Kleine Petersgrube, Blick zur Trave

Die Lage der Kleinen Petersgrube (rot markiert)

Die Kleine Petersgrube ist eine Straße der Lübecker Altstadt.

## Lage
Die etwa 80 Meter lange Kleine Petersgrube befindet sich im südwestlichen Teil der Altstadtinsel, dem Marien Quartier. Sie beginnt am Kolk, unterhalb der Petrikirche, und verläuft annähernd westwärts, bis sie in die Straße An der Obertrave einmündet und endet.

## Geschichte
Die Straße wird 1298 erstmals urkundlich mit dem lateinischen Namen Platea Tankonis erwähnt, dessen Bedeutung unklar ist. Ab 1407 ist die niederdeutsche Form Tankenstrate belegt, die letztmals 1482 Verwendung findet. Parallel kommt ein alternativer Name in Gebrauch, der zuerst 1407 schriftlich als Parva fossa sancti Petri (Kleine Gasse des heiligen Petrus) belegt ist. 1456 lautet die Bezeichnung Petersgrove, 1476 dann in klarer Unterscheidung zu benachbarten Großen Petersgrube auf Niederdeutsch Lutke Petersgrove. 1582 ist Kleyne Petersgrouve belegt. Der heutige Name ist seit 1852 amtlich festgelegt.
Die Kleine Petersgrube blieb beim Luftangriff auf Lübeck am 29. März 1942 von Zerstörungen verschont und weist bis heute ein geschlossenes Straßenbild historischer Bauten des 16. bis 19. Jahrhunderts auf.

## Bauwerke

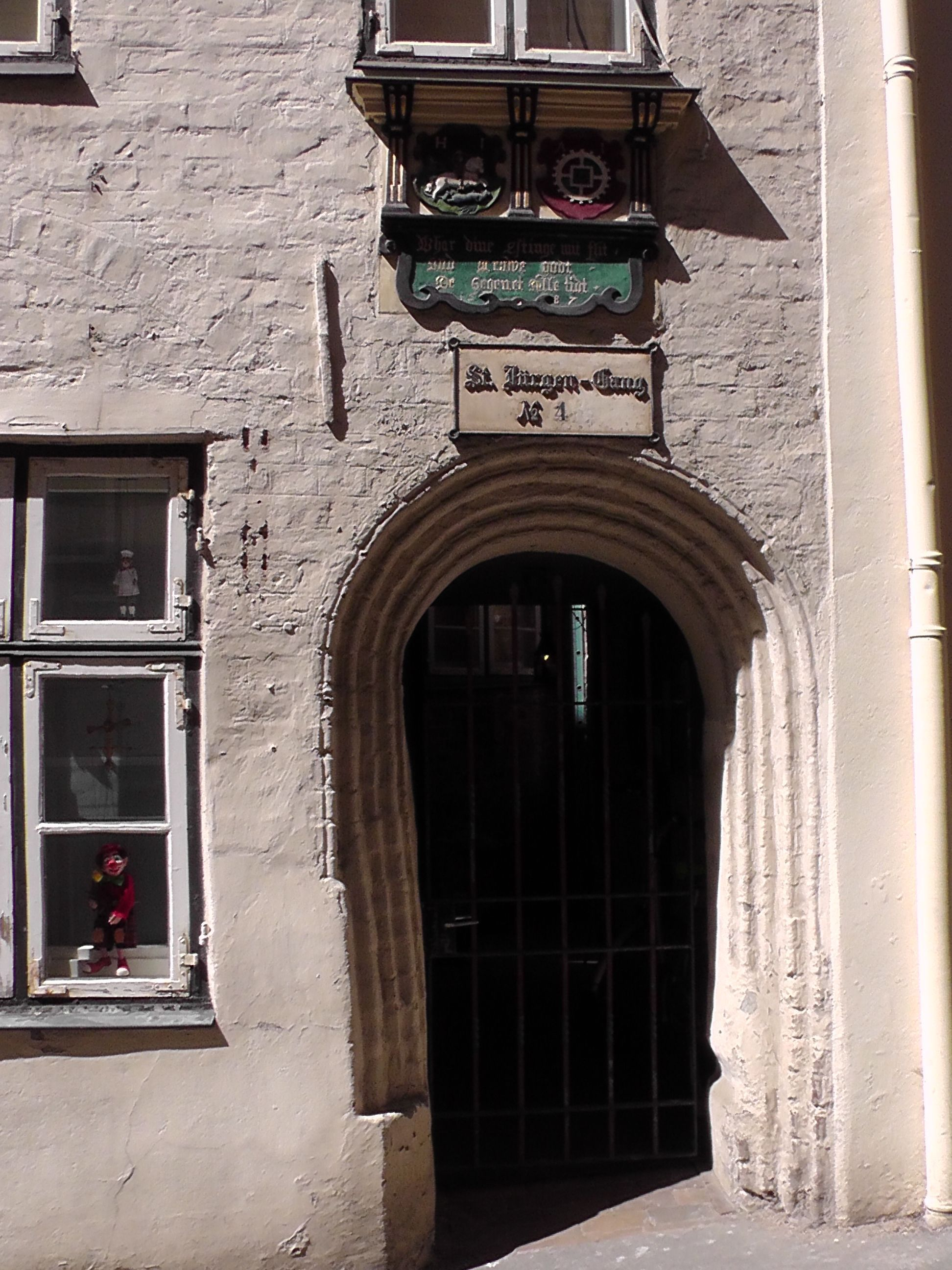
Lübeck, Kleine Petersgrube, St.Jürgen-Gang

- Kleine Petersgrube 4, St.-Jürgen-Gang des späten 16. Jahrhunderts
- Kleine Petersgrube 5, auf das Jahr 1600 zurückgehendes Traufenhaus von 1862
- Kleine Petersgrube 6, Renaissance-Traufenhaus des späten 16. Jahrhunderts
- Kleine Petersgrube 7, Speicher der ersten Hälfte des 18. Jahrhunderts
- Kleine Petersgrube 8, Renaissance-Wohnhaus der ersten Hälfte des 17. Jahrhunderts
- Kleine Petersgrube 9, auf das Jahr 1500 zurückgehendes spätklassizistisches Haus von 1875
- Kleine Petersgrube 10, Renaissance-Wohnhaus der ersten Hälfte des 17. Jahrhunderts
- Kleine Petersgrube 11, Renaissance-Giebelhaus der Mitte des 16. Jahrhunderts
- Kleine Petersgrube 12, Renaissance-Wohnhaus der ersten Hälfte des 17. Jahrhunderts
- Kleine Petersgrube 13–15, klassizistischer Speicher von 1830
- Kleine Petersgrube 14, spätklassizistisches Haus von 1880

## Gänge und Höfe
Von der Kleinen Petersgrube gehen oder gingen folgende Lübecker Gänge und Höfe ab (nach Hausnummern):
- 4: St.-Jürgen-Gang
- 5: Suhses Gang (abgängig)